# Saló Internacional del Còmic del Principat d'Astúries
El Saló Internacional del Còmic del Principat d'Astúries (en castellà, Salón Internacional del Cómic del Principado de Asturias) va ser un certamen anual d'autors, editors i lectors de còmic que se celebrava al Principat d'Astúries a partir del 1972, sent per tant el més antic d'Espanya i el segon a Europa, després del de Lucca Comics & Games a Lucca (Itàlia). El Saló va tenir diversos alts i baixos, celebrant-se en diferents ciutats (Gijón, Sama de Langreo, Oviedo) i amb diverses interrupcions; el 1977 no es va celebrar, tampoc en el període 1980-1983 i el 2014 es va anunciar el seu tancament per manca de finançament i suport institucional.
El seu nom es va adquirir el 1990 amb la intenció d'aglutinar els principals salons que sobre el còmic se celebraven al Principat d'Astúries des de 1972 (Gijón, Oviedo, una altra vegada Gijón). A partir de llavors, es van desenvolupar activitats en ambdues localitats i fins i tot es van ampliar a altres ciutats com Villaviciosa i Avilés, però últimament se celebrava a Gijón, al mes d'octubre.
Els darrers certamens van ser organitzats per l'associació El Wendigo, dirigit per Faustino Rodríguez Arbesú.

## Característiques
Aquests esdeveniments culturals es van caracteritzar per reunir tots els ingredients propis d'un Festival, Certamen o Convenció Internacional de Còmic:
- Premis a obres o autors de còmic.
- Taules rodones, conferències i col·loquis sobre còmic.
- Exposicions de còmics.
- Concursos de historietes, amb jurats compostos per autors convidats.
- Presència d'autors de nivell internacional.
- Cicles de pel·lícules relacionades amb els còmics.
- Publicacions diàries amb tota la informació sobre la trobada.
- Cicles cinematogràfics relacionats amb el còmic
- Catàleg d'activitats

Dins del marc del Saló es van lliurar a partir de 1985 els Premis Haxtur. Les categories del guardó (que originalment eren quatre: guió, dibuix, història llarga i història curta) van augmentar amb els anys fins a arribar a vuit.
A partir del 1989 i fins al 2009, el seu pressupost es va estancar en 12 milions de pessetes (72.000 euros), segons els seus organitzadors. Les seves subvencions no van superar mai els 6 milions de pessetes (36.000 euros).

## Història

### Antecedents
El 1965 va tenir lloc la Mostra de Còmic de Bordighera (Itàlia). L'organització de l'Institut de Pedagogia de la Universitat de Roma, del centre de Psicologia de Comunicació de Masses i l'Arxiu Internacional del Fumetti en col·laboració amb el Còmics Club i amb el Centre d'Estudis Literaris d'Expressió Gràfica, comptava amb personalitats com el semiòleg Umberto Eco, l'assagista Francis Placassi, el director de cinema Alain Resnais, el dibuixant de còmic Rino Albertarelli, el crític cinematogràfic Claudio Bertieri, l'investigador espanyol Luis Gasca, el pedagog Luigi Volpicielli, i Romà Calisi, gran expert en comunicació de masses.
Posteriorment, a aquest grup d'intel·lectuals se'ls s'agregarien els noms d'autors de còmics de l'època del feixisme italià, com Federico Fellini i Cesare Zavattini, grans creadors del neorealisme.
Tot i la presència de Luis Gasca, un dels pares fundadors del moviment pro-còmic espanyol, aquest moviment cultural trigaria uns anys a implantar-se a Espanya i molts més a adquirir un reconeixement com el que va obtenir des d'aquest any a Itàlia pels mitjans intel·lectuals.
Com sol esdevenir en qualsevol activitat en la qual es desenvolupa forta i perllongada pressió, desconeixent-se el perquè, es produeix una eclosió. Això és el que passa el 1972 en el moviment pro-còmic espanyol, que es converteix en l'any de la «Promoción de la Historieta». Una onada d'actes envaeixen la geografia espanyola: llibres, premsa, ràdio, universitat, sales d'exposicions, reunions d'aficionats... Tots volen adherir-se al moviment. D'entre ells, amb l'objecte d'establir una idea quantitativa són destacables:
- Mundo Joven, que pública un apartat sobre còmics.
- Román Gubern pública el llibre El lenguaje de los cómics (El llenguatge dels còmics).
- El diari El Alcázar té una secció sobre el tema.
- Entre els mesos d'abril i juny es realitzen vuit exposicions de còmics: Ferrol (1), Madrid (3), Mataró (1) i Barcelona (3). En una de les organitzades a Barcelona llancen un còctel Molotov sobre els originals, destruint part d'ells.
- Es crea el club DHIN, que agrupa els professionals del còmic. La primera directiva presideix el cineasta i dibuixant de còmics Francesc Macián i Blasco. El club DHIN participa a Itàlia amb una exposició del treball dels seus afiliats en el marc de la «III Giornata del Fumetto» de Gènova.
- Emilio Freixas rep una de les medalles que atorguen a la National Cartoonist Society de Nova York als millors dibuixants del món.
- La revista de còmics Trinca, editada per Edicions Doncel, organitza exposicions d'originals i xerrades sobre còmics, primer a València, després a Valladolid i finalment a Gijón.

De totes les activitats que es van desenvolupat en diverses ciutats espanyoles com moviment pro-còmic, només Gijón aconseguirà sobreviure i generar el que seria un Saló Internacional del Còmic a Espanya, amb continuació durant diversos anys. Després vindrien altres esdeveniment similars en altres ciutats, però Gijón ostenta per dret propi el de ciutat pionera.

### Primera etapa: Gijón, 1972-1977
Els esdeveniments més destacats d'aquesta primera etapa van ser:
- Des de 1973, hi ha un denominador comú en aquests certamens, El Wendigo, amb algun dels seus membres que són presents en l'assessorament, el treball i la innovació. Les llistes de convidats estrangers van ser creades per ells, a més de contactes, integració en els jurats constituïts, etc.
- A partir del 1975 s'edita una publicació diària exclusiva per al còmic i no dependent del X Certamen Internacional del Cinema per Nens de Gijón.
- Els Premis Haxtur, creats per a aquest certamen, es van organitzar el 1976 per al Saló de Gijón, fins i tot es van exhibir com a tals en la desapareguda Llibreria Musidora de Gijón. Van haver d'esperar fins al 1985 per a ser lliurats per primera vegada al Saló d'Oviedo.
- Presència de destacats autors internacionals.
- Es crea un Museu sobre el còmic el 1977 i un premi a la investigació sobre ell, tots dos desapareguts.

El 1972, sostingut sota el patrocini del X Certamen internacional del cinema infantil de Gijón (celebrat del 24 al 30 de setembre) dirigit per Isaac del Rivero de la Llana, s'inicien a Astúries activitats encaminades a potenciar el còmic i a fomentar el seu reconeixement cultural com a mitjà d'expressió i com a art. Es munta una exposició relacionada amb la revista Trinca (anomenada «Trinca la millor revista que es va editar a Espanya»), promoguda per la Frente de Juventudes. Es donen diverses xerrades i col·loquis sobre temes d'aquest mitjà. L'exposició era de pàgines originals a color de Haxtur de Víctor de la Fuente, El Cid i Manos Kelly d'Antonio Hernández Palacios, El llibre de la selva de Juan Arranz, etc. Assisteixen a Gijón Alfonso Lindo, sotsdirector de la revista i Antonio Hernández Palacios. Aquest autor va donar una de les conferències, amb el títol Notes per a una aproximació entre el cinema i el còmic, com també ho van fer el catedràtic de la Universitat Complutense de Madrid Antonio Lara i Mario Tudela que van versar sobre els temes El cinema i el còmic en l'educació dels nens i El còmic en el món de la imatge.
El 1973 es va organitzar sota els mateixos paràmetres una nova convenció que adquireix caràcter internacional donat la diversitat de països que representen el notable grup de convidats com a conferenciants o integrants de la resta d'activitats programades. Exposicions, concursos, premis, xerrades, col·loquis, etc, tot això vinculat al còmic. Es van programar set conferències amb el títol de Influències de la imatge fílmica en el dibuix infantil. Aquesta edició va tenir nom d' «Homenatge al Còmic i als seus Dibuixants». Van assistir com a convidats:
- Francesc Macián i Blasco, director de cinema i dibuixant de còmic.
- Carlos Giménez, autor de Paracuellos.
- Jesús Blasco creador de Cuto.
- Diego Galán que posteriorment seria Director del Festival de Cine de San Sebastián.
- Vasco Granja, investigador de còmic (Portugal).
- Rinaldo Traini, investigador i Director del Saló del Cómic de Lucca (Itàlia).
- David Pascal, dibuixant i directiu de la Nacional Cartoonist Society (Estats Units d'Amèrica).
- Emilio Freixas, recentment guardonat per aquesta societat a Nova York.
- Osvaldo Cavandoli, dibuixant i director de cinema famós pels seus curts d'animació La linia (Itàlia).
- Luis Gasca, investigador de cinema i còmic, integrant del grup que va originar Bordiguera.
- Popesco Gopo, dibuixant i directiu de l'Organització Mundial de la Salut (Suïssa).
- Antonio Martín, investigador sobre còmic.
- Bill Gallo, dibuixant, director de la Nacional Cartoonist Society (Estats Units d'Amèrica).
- Chiqui de la Fuente, dibuixant i editor de còmic.
- Carlo Fabretti, investigador.
- Gabriel Arnao (Gabi), dibuixant espanyol pioner a publicar còmics fora d'Espanya.
- Jean Claude Faur, investigador i director de la revista BEDESUP (França).

A part de la internacionalitat dels convidats hi va haver dos treballs premiats en el Concurs Nacional del Còmic, als llavors desconeguts Ventura y Nieto (Cançó infantil) i El Cubri, integrat per Felipe Hernández Cava i Sandoval. També es van programar dos cicles de pel·lícules basades en còmics, un amb títol d'Homenatge al Còmic i l'altre amb pel·lícules de serials (jornades, com llavors es denominaven a Espanya), de Flash Gordon, Dick Tracy i King de la Policia Muntada.
Les edicions del 1974-1975 van discórrer pels mateixos senders; en ambdues, si descartem errors de l'organització (com la ubicació de la fira del còmic en un lloc mancat de tot trànsit), sempre hi va haver pocs diners, al supeditar-se al que pogués obtenir del Festival de Cinema, que era qui el patrocinava amb les seves subvencions. La presència d'autors va ser notable. La del 1975 va ser especial al desplaçar-se a Gijón l'associació nacional de dibuixants Club DHIN, que es va bolcar posant un notable colofó a aquesta manifestació pro-còmic.
No obstant això en aquestes dues edicions es va posar de manifest un fet que va venir a entelar i a augmentar les serioses dificultats que travessaven. Es van declarar entre els dibuixants dos bàndols seriosament enfrontats amb aires de l'Empordà i de Navacerrada que seria un dels principals factors que conduirien cap a la seva fi. Van estar a Gijón el 1974:
- Claude Moliterni, director de Dargaud, fundador de la «Socerlid», gran pope de la «intel·lectualització» del còmic a Europa i un dels més destacats investigadors oficialistes europeus del tema.
- Robert Gigi (Gigí), autor francès de còmics entre els més aplaudits de l'època i guanyador el 1969 del premi Gran Guinigi, antecessor del «Yellow Kid» de Lucca, institucionalitzat un any després;
- Bill Gallo, dibuixant, director de la Nacional Cartoonist Society.
- l'estudiós francès Jean Claude Faur, per llavors director de la revista d'investigació FACI i del Certamen de Còmics de Tolosa, un dels homes que més ha estat al peu del canó de la recerca en el marc europeu.
- Francisco de la Fuente i Georges Esatoglu, secretari i president respectivament del Grup d'Arts Visuals de l'Organització Mundial de la Salut.

A tots aquests noms de projecció internacional cal afegir els de Gabriel Arnao (Gabi), Chiqui de la Font, Rodrigo Hernández, Antonio Martín (editor de Bang!), Pablo Núñez i Cruz Delgado (tots dos dibuixants i cineastes de dibuixos animats), Mariano Ayuso (editor de Comics Camp, Comics In), Alfonso Azpiri, Ángel Izquierdo, Ignacio Fontes (periodista que dirigiria Cuadernos para el Diálogo i Interviú), Antonio Lara (investigador de cinema i còmic, que va ser degà de la Facultat de Ciències de la Informació de la Universitat Complutense de Madrid), Alfonso Lindo (que arribaria a ser director de Trinca), Gerardo Amechazurra, l'asturià-català Alberto Viña (director i editor de TBO), José Peñarroya i Adolfo García. Va haver-hi un Concurs Internacional de Còmics, augmentat per a aquesta ocasió amb un apartat de novells, es va muntar la II Fira de Publicacions i Còmics amb l'assistència del Ministeri d'Informació i Turisme, el TBO, Edicions Doncel (Trinca), Burulan SA, Dargaud de París, els fanzines Star Ficción, Vega (OMDS), Cómics Camp, Cómics In, Nemo, Scratch, la revista Bang! i El Wendigo.
El 1975 va ser un any netament d'autors espanyols; els germans De la Fuente (Víctor, Ramon i Chiqui), Jaime Marzal, Gabriel Arnao (Gabi), Alfons Figueras, Jesús Blasco, Jordi Bernet, Manuel Boix, Leopoldo Sánchez, Fernando Ieri, Antonio García, Miguel Calatayud, Pedro Alférez, José Soriano i Izquierdo, Alfonso Azpiri, Rodrigo Hernández, Manuel Brea, Bernet Toledano, Gerardo Rodríguez. També van estar convidats Cruz Delgado, Francisco Macián, Pablo Núñez (tots dibuixants i directors cinematogràfics) i Bill Gallo. La representació del grup dels estudiosos va estar integrada per Esteban Bartolomé, Alfonso Lindo, Mariano Ayuso, Juan Van-Halen, Jean Claude Faur, Primitivo Gordillo, Pilar Sánchez, i els dels fanzines Star, Scratch i El Wendigo. El concurs internacional va tenir també concurrència massiva de professionals espanyols, amb signatures de prestigi. Es van presentar vint obres i d'entre els noms dels signants cal destacar els de Gabi, José Huescar, Julio Ribera, Antonio Parras, Joan Arranz i Juan Bernet Toledano a l'apartat dels professionals, mentre que en el dels novells es trobava el de Daniel Torres, l'autor local Marcos de las Heras i la primera col·laboració d'Isaac Miguel del Rivero i Faustino Rodríguez Arbesú. Pel que fa a la Fira de Còmics, a més de les signatures d'anteriors edicions, van exposar els seus productes: Ediciones Naranco de Oviedo, Ediciones Sedmay i «Chito». Va comptar amb l'al·licient de ser muntada al Passeig Begoña.
El Saló de 1976 va estar a punt de no celebrar-se. No hi havia diners per organitzar-lo. Només es podia cobrir despeses de l'empresa encarregada del muntatge dels estands d'editorials i llibreries. No havia diners per a convidats, exposicions, concursos de còmic, ni per al diari creat l'any anterior. El Wendigo, al capdavant del qual estaven Faustino Rodríguez i la seva dona Eulàlia Eguren, es van comprometre a realitzar tots els altres treballs de franc, inclòs el diari, juntament amb els seus amics Miguel Isla i Santos Vila. La fortuna es va posar del seu costat. El diari de Gijón El Comercio, a primera pàgina va publicar una fotografia de l'equip treballant amb roba de feina. Aquest mateix dia a la tarda, va aparèixer al lloc de treball una quadrilla de cinc persones vestides per al treball i amb utillatge adequat de la Fàbrica Moreda de Gijón-Uninsa-Ensidesa: Calixto, Sánchez, Benjamí, Mariano Herrón i Alfredo, mestre de transports de l'esmentada empresa. En tres dies tot va quedar llest i els diners existent es va dedicar a convidar autors. En el discurs inaugural va quedar patent aquesta aportació:
| « | Per als que no ho sàpiguen convé dir públicament que els estands i exposicions de la Fira van ser aixecats amb les pròpies mans d'un grup d'entusiastes dels còmics, que van aconseguir rescatar un pressupost per a aquelles invitacions. Un grup que va llançar un butlletí informatiu perquè el Certamen que ens ocupa tingui un mitjà de comunicació i que ens donen exemple perquè la penúria present no es repeteixi. | » |

Aquest certamen es va crear amb 200.000 pessetes (1.200 euros). Es va agrair al grup de voluntaris amb una graellada de marisc.
El Wendigo va proposar aquest any la creació d'uns Premis Internacionals amb el nom d'Haxtur, en homenatge al famós personatge de l'asturià Víctor de la Font, que van ser acceptats per la Direcció.
El 1977 no hi va haver Saló, però sí reunions de la junta directiva. Membres de El Wendigo presenten un informe amb diversos apartats entre els quals s'incloïa la creació d'un Museu del còmic. S'envia una comissió de dues persones a New York per contactar amb els directius de la National Cartoonist Society que havien promogut The Musum Cartoon Art (CAM) de Nova York. Tornen amb mig centenar de pàgines originals dels millors autors dels Estats Units d'Amèrica amb els quals poder iniciar el Museu a Gijón. Els imposen la condició que quan el Museu funcioni, els siguin enviats el mateix nombre originals d'autors destacats espanyols.

### Segona etapa: Gijón, 1978-1980
El 1978 i 1979 s'organitzen a Gijón trobades d'aquest tipus, rebent diverses denominacions però responent a les mateixes característiques. Així es denominarà «Homenatge al còmic i els seus autors», «Concurs Internacional de Còmic de Gijón per a Nens», «Mostra Internacional de Publicacions Infantils, Juvenils i d'Adults» i finalment «Muinfer» (Mostra internacional de Publicacions Infantils i Juvenils) el 1978 /1979.
El 1978 va ser l'any més dotat econòmicament, comptant amb més de tres milions de pessetes (18.000 euros), i va ser el primer que es va fer separat totalment del Festival de Cinema. Les rèmores polítiques, socials, de grups, d'interessos editorials, que venia patint, es van engegantir considerablement. La pràctica totalitat dels experts que formaven el Comitè Assessor havien dimitit en bloc; Luis Gasca, Antonio Martin, i Esteban Bartomeu, conjuntament amb Faustino Rodríguez del Comitè Organitzador. A més dels autors habituals cal destacar la presència de Burne Hogarth, Hugo Pratt, Julio Ribera, Mascaró, i el canvi dels Premis Haxtur (netament asturians) pels Premis Freixas (instituïts com a homenatge al dibuixant català Emilio Freixas recentment mort), que també a última hora van ser canviats pels Premis Gijón 98, quedant només com a Premi Freixas el rebut per Burne Hogarth, de molt curta vida (només aquest autor va arribar a posseir-lo).
El 1978 es va poder veure un Museo de la Historieta a Gijón, en el Monument Nacional Reial Institut Jovellanos de Gijón (1797), el 24 de juny de 1988. A partir del dia en què va ser retirat d'aquesta ubicació amb l'objecte de buscar-li una altra millor fixa se li perd la pista. El patrimoni inicial amb el qual comptava el Museu, eren originals de Joe Kubert, Bob Brown, John Buscema, Jack Kirby, Herbie Trimpy, Morrie Turner, Jack Tippit, Ralph Stein, Bill Zaboy, Frank Robbins, Bud Fisher, Red Lines, Bill Holman, Don Flowers, Chas Kuhn, George Wunder, Mort Walker, Gus Edson, Pepe Hansen, Dick Browne i Willingham Heate, procedents dels Estats Units d'Amèrica, als quals es van agregar les de Chiqui i Ramón de la Fuente, Rodrigo Hernández Cobos, Juan Bosch, Gabriel Arnao (Gabi), Arranz, Julio Ribera, José Huescar, Juan Antonio Parras, Bernet Toledano, Ventura i Nieto, Jesús Blasco, Cesar López, Alfonso Figueres, Joan Rafart, Pablo Nuñez, Cruz Delgado, Isaac Miguel del Rivero, Faustino Rodríguez Arbesú, Jorge Fernández Figuera, Víctor de la Fuente, Daniel Torres, Luis Martorell, Francisco Ibáñez i Alfonso. Posteriorment, el Museu va augmentar el seu fons amb aportacions de dibuixants espanyols.
Tot i la presència del gran humorista argentí Quino, el saló de 1979 va passar sense pena ni glòria, significant la fi de l'etapa de Saló del Còmic Asturià a Gijón.
El 1980 no s'arriba a celebrar, però es va atorgar un prematur premi Premi Emilio Freixas, a Carlos Giménez i Milton Caniff. Cap dels dos va arribar a recollir-lo. Giménez es va negar a recollir-lo; no hi va haver Saló.

### Tercera etapa: Oviedo, 1984-1989
A Oviedo es va celebrar durant sis edicions, rebent el nom de Saló Internacional del Còmic Ciutat d'Oviedo. Des del primer d'aquests certamens, El Wendigo i els seus components van ser motors del mateix, en ser encarregats per animació cultural de l'ajuntament de la ciutat, dels contactes amb autors, xerrades i exposicions. El 1987 la Fundació Municipal de Cultura els encarrega la seva organització que mantindran fins al 1989, quan desapareix d'aquesta ciutat.
El Primer Saló del Còmic Ciutat d'Oviedo, celebrat el 1984, va ser molt ambiciós, de fet abastava un període desproporcionat per a aquest tipus de manifestacions (del 10 de setembre al 15 d'octubre), i una ubicació de les activitats molt dispersa: Casa de la Joventut, Regidoria de Cultura i Centre Comercial Las Salesas. Hi va haver quatre exposicions i es van convidar als autors Chiqui de la Fuente, Gallardo i Onliyú de El Víbora, Alfonso Iglesias (autor de Pinín, Pinón i Telva), Luis Conde, Faustino Rodríguez i Javier Cuervo. La manca d'autors es va suplir amb quatre exposicions, un Concurs Regional de Còmic, tres conferències i diverses taules rodones.
Per al Segon Saló Internacional del Còmic Ciutat d'Oviedo de 1985 es va convidar a Carlos Sampayo, Buylla, Chiqui de la Fuente, Carlos Giménez, Mochu Crodero, Arbesú, Javier Cuervo i Ramon Fermín Pérez. Es van situar totes les activitats del Saló del 7 al 29 de desembre en un sol local (la Sala Polivalent de la Delegació de Treball) i les exposicions procedien del Festival del Còmic d'Angulema. També es va muntar una exposició amb els originals de les obres finalistes del Concurs de Còmic (ja nacional), i es va concedir per primera vegada el Premi Haxtur.
El Tercer Saló Internacional del Còmic Ciutat d'Oviedo de 1986 es va caracteritzar per la ubicació del Saló al Teatre Campoamor, el mateix que alberga els Premis Princesa d'Astúries, a la Sala Polivalent i al Saló de Te. En aquest últim es va organitzar el lliurament dels Premis Haxtur, que va comptar amb projecció de vídeo i un nou guardó a l'autor que estimem. Va estar present Walter Simonson, que va guanyar el premi al millor guionista. El lliurament dels premis i l'estada de Simonson a Astúries es van haver de despenjar de la resta de les activitats del Saló pel canvi de dates que van patir diverses de les activitats programades.
El 1987, la Fundació Municipal de Cultura, liderada per la Regidora de Cultura Covadonga Bertrend i el director de la mateixa Juan Vega, per motius econòmics, d'organització i difusió, opten per lliurar la direcció d'aquest esdeveniment al grup El Wendigo, que va centrar la seva organització en:
- el premis Haxtur
- la presència dels autors internacionals com el britànic Brian Bolland, Rubén Pellejero, Víctor de la Fuente i Chiqui de la Fuente, Alberto Breccia i Montesol. Per primera vegada es fa el «Còmic en Viu» consistent que els dibuixants convidats dibuixen cara al públic, en uns pocs minuts, un dibuix de grans proporcions d'un dels seus personatges
- les exposicions 50 Anys d'El Príncep Valent, Ramón de la Fuente i El còmic western espanyol, van ser recopilades en un catàleg i exhibides del 9 al 29 de novembre. La primera i la tercera, posteriorment es duen a altres ciutats com La Corunya, Ourense i Bilbao.

Va ser important la reducció del temps de les activitats i la seva ubicació.
El 1988 van estar presents Mique Beltrán, Max, Josep Mª Beroy, Eugeni Giner, Mediavilla, Steve Leialoja, Gianacalo Berardi i Ivo Milazzo, però la major expectació la va generar Jean Giraud (Gir-Moebius). Es va crear un concurs de còmic Internacional, molt publicitat per la revista Witty World, que va atreure creadors d'uns 28 països, i hi va haver un cicle de llargmetratges en 35m/m: Sense alè (1983) de Jim McBride, Annie (1982) de John Huston, Charlie Chan a l'òpera (1936), Greystoke: la llegenda de Tarzan (1984) d'Hugh Hudson, i Visca la Betty Boop (1979).
El Saló de 1989 es va honrar de comptar amb Lee Falk. Es van muntar conferències i taules rodones al voltant de la Historieta a Astúries, Present i futur del paper de les dones (amb la presència de Marika i Ana Bernardo), i una altra sobre els personatges de Lee Falk.

### Quarta etapa: Gijón, 1990-1993
El 1990 torna a passar una cosa semblant al que va passar a Gijón, i l'Ajuntament d'Oviedo, després d'una llarga polèmica molt airejada a la premsa asturiana, decideix no subvencionar un nou Saló del Còmic.
Els components del grup El Wendigo decideixen organitzen un Saló del Còmic de nou a Gijón. No obtenen cap tipus de subvenció i resolen finançar-lo amb diners de l'associació GAIRNI (El Wendigo d'Eulàlia Eguren i de Faustino Rodríguez Arbesú, la Llibreria Haxtur d'Isabel Elena Rodríguez, i el cineclub ENSIDESA de Gijón). En total aconsegueixen reunir 500.000 pessetes (3.000 euros).
També van col·laborar Juan José Plans (director de l'Obra Social i Cultural de Cajastur), Mamel Pizarro (director de Teatro Estudio de Gijón (TEG)), Sofia Carlota Rodríguez, Javier Cuervo, Gonzalo Lorenzo, Norman Fernández, Florentino Flórez, Alfredo Hevia, Germán Menéndez, Isabel Sanz, Arturo Rodríguez, Jorge Pendez, Alejandro Silgado i Mario Rodríguez. El grup de teatre TEG va realitzar el muntatge de la inauguració i dels Premis Haxtur alhora que la il·luminació, i Pizarro, el seu director, va lliurar juntament amb Sofia Carlota els Premis Haxtur.
L'Escola Universitària d'Enginyeria Tècnica de Gijón els va cedir el Saló d'Actes, la sala d'entrada i passadissos, on les parets penjaven tres inèdites i àmplies exposicions: Pàgines originals de premsa de Dick Tracy, amb més de 50 planxes, una altra de dibuixos originals de grans dimensions realitzats pels autors convidats en edicions anteriors i una tercera amb pòster de grans dimensions de personatges de còmic, amb l'aportació del material per part d'Ediciones Zinco i Comics Forum.
Determinen donar-li caràcter de continuïtat i implicar tota la regió, pel que decideixen anomenar-la XIV Saló Internacional del Còmic del Principat d'Astúries.

### Cinquena etapa: Astúries, 1994-2014
Si primer només va ser Gijón la seva seu, el 1994, paral·lelament a les de Gijón, es van fer extensives les activitats a Oviedo, a muntar-se en aquesta ciutat exposicions, conferències, presentació d'autors, signatura d'autògrafs i realització de dibuixos, còmic en viu, col·loquis, etc, aconseguint els organitzadors veure completats els objectius que inicialment es van plantejar en crear el Saló Internacional del Còmic del Principat d'Astúries. Activitats que en diverses ocasions es van organitzar també a Villaviciosa, Avilés, Navia, Mieres, Nava, Samartín del Rei Aurelio, A Veiga, etc. ...
En la seva 33a edició, la de 2009, va tenir lloc la mostra Un bon home: una nova mirada, sobre l'Holocaust, i van acudir com a convidats Dani Acuña, Santiago Arcas i Russ Heath, entre d'altres.
Darrerament, el Saló es va enfrontar a problemes de finançament, que fins i tot van fer perillar la seva realització. Així, a la seva 35a edició (2011), en la qual els principals convidats van ser Hermann Hauppen i Jean-Claude Mézières, va haver de reduir la seva celebració a tres dies (del dijous 13 d'octubre al dissabte 15). El Saló va transcórrer al Centre de Cultura Antic Institut i el seu pressupost va ser de 9.500 euros.
L'any 2012 hi va haver una subvenció per part de Ajuntament de Gijón de 12.000 euros.
El 2014 a causa que l'Ajuntament de Gijón no va subvencionar el Saló del Còmic, es va suspendre definitivament aquest esdeveniment.

## Convidats
En els successius salons i trobades han estat presents els següents autors i investigadors (es marquen amb un asterisc els que van rebre un Premi Haxtur):

### Espanyols
- Abulí
- Adolfo A. Buylla (*)
- Adolfo García
- Alberto Viña
- Alfonso Figueras
- Alfonso Font (*)
- Alfonso López
- Alfonso Zapico (*)
- Álvarez Peña
- Álvaro Noguera
- Ana Bernardo
- Ana Miralles (*)
- Angel Izquierdo
- Antonio Cava
- Antonio Carrillo
- Antonio Fraguas-Forges
- Antonio García
- Antonio Garrido
- Antonio Lara
- Antonio Martín
- Antonio Segura (*)
- Arturo Arias
- Azagra
- Bakero
- Bartolomé Seguí
- Beroy
- Bernet Toledano
- Brocal Remohí
- Carlos Freixas
- Carlos Mª de Luis Calatayud
- Carlos Giménez (*)
- Chiqui de la Fuente (*)
- Cruz Delgado
- Daniel Acuña (*)
- Daniel Torres (*)
- David Lafuente
- Diego Galan
- Diego Olmos (*)
- Eduardo Úrculo
- Emilio Freixas
- El Cubrí
- Elvira Martínez
- Enric Sió
- Enrique Carballeira
- Ernesto Castillo-Neto (*)
- Escobar
- Esteban Bartolome
- Fabretti
- Federico del Barrio
- Felipe Borrayo
- Felipe Hernádez Cava
- Fernando Fernández
- Fernando Ieri
- Francisco Ibáñez (*)
- Francisco de la Fuente
- Francisco Ortega-Frank Elliot
- Gabi
- Gallardo (*)
- Gallego y Rey (*)
- Gaspar Meana (*)
- Gerardo Amechazurra
- Gil Parrondo (*)
- Giner (*)
- Guillermo March
- Guillermo Sanna
- Hernández Palacios
- Idígoras y Pachi (*)
- Ignacio Fontes
- Igor Medio
- Iranzo (*)
- Isaac M. del Rivero
- Jaime Herrero
- Jaime Maezal
- Jaime Martín
- Javier Coma
- Javier Fernández (*)
- Javier Granda
- Javier Navarro (*)
- Javier Rodríguez
- Jesús Blasco
- Jesús Pérez-Suso-Mortime (*)
- Joan Escandell
- Jordi Bernet
- Jordi Macabich
- Jorge Zetmer (*)
- José Mª Álvarez-Gyaeira
- José María Blanco (*)
- José Ortiz
- José Soriano
- Landa
- Leopoldo Sánchez
- Luis Conde
- Luis Gasca (*)
- Luis Olmo Alonso (*)
- Luis Vigil
- Mabel Álvarez-Ñata
- Manel Barceló
- Manuel Brea
- Manuel Boix
- Marcos de las Heras
- Margarita Rodríguez
- Mariano Ayuso
- Mario Ayuso
- Marika
- Marinas
- Mariscal (*)
- Mascaró
- Mary Luz Iglesias
- Max
- Mediavilla
- Miguel Ángel Pardo
- Mique Beltrán (*)
- Montesol (*)
- Moncho Cordero
- Nacho Moreno
- Oscar Jiménez
- Pablo Nuñez
- Pascual Ferry
- Pau Rodríguez (*)
- Pedro Alférez
- Peñarroya
- Pere Joan
- Primitivo Gordillo Sánchez
- Pilar Ribera
- Pilar Sánchez
- Pinto y Chito (*)
- Purita Campos (*)
- Rafa Vaquer
- Ramón de la Fuente
- Ricardo Martínez (*)
- Robert
- Román Gubern
- Rodrigo Rodríguez Como
- Rubén del Rincón (*)
- Rubén Pellejero (*)
- Ruma y Son
- Santiago Arcas (*)
- Sergio Bances
- Toni Carbos (*)
- Trini Tinturé
- Vázquez
- Ventura y Nieto
- Víctor de la Fuente (*)
- Víctor Mora (*)
- Violeta Suárez
- Xavier Mariscal (*)[21]
- Xuasus... entre d'altres

### Argentina
- Alberto Breccia
- José Luis García López (*)
- Mariel Soria
- Mordillo (*)
- Quino (*)[22]
- Sampayo

### Bélgica
- Boucq (*)
- Hermann Huppe (*)
- Van Hamme (*)
- Yslaire (*)

### Cuba
- Francisco Blanco

### Estats Units d'Amèrica
- Al Williamson (*)
- Andrew Helfer (*)
- Anissa Dorsey
- Ann Thomas
- Arthur Adams (*)
- Bill Gallo
- Bruce Jones (*)
- Bryan Glass
- Burne Hoggarth
- Charles Dougherty
- Chris Claremont (*)
- Dan Barry (*)
- Dann Thomas
- David Mazzucchelli (*)
- David Pascal
- Dennis O'Neil (*)
- Diane B. Georgianis
- Diana Schutz (*)
- Dolores Buscema
- Don Rosa (*)
- Frank Cho (*)
- Frank Stack (*)
- Geoff Johns
- Gerry Conway (*)
- Gilbert Shelton (*)
- Howard Chaykin (*)
- Ian Boathby
- James Lloyd,
- Jeph Loeb (*)
- Jim Starlin (*)
- Joe Kubert (*)[23]
- Joe Rubistein (*)
- John Buscema (*)
- John Lent (*)
- Katherine Arnold
- Kevin Maguire (*)
- Kevin Nowlan
- Lee Falk (*)
- Lee Weeks (*)
- Len Wein
- Louise Simonson
- Marie Severin (*)
- Mark Schultz (*)
- Marv Wolfman
- Michael Avon Oeming
- Mark Texeira
- Michael Golden
- Michelle Yu
- Mike Mignola (*)
- Neal Adams (*)
- Norm Breyfogle
- Paul Gulacy (*)
- Paul Smith
- Peter Bagge (*)
- Peter David (*)
- Pia Guerra
- Renee Wittertaetter
- Roberta Gregory (*)
- Roy Thomas (*)
- Russ Heath (*)
- Sara Ryan
- Stan Sakai (*)
- Steve Leialoha
- Steve Leiber (*)
- Steve Scott
- Timothy Truman (*)
- Tim Sale (*)
- Travis Charest
- Trina Robbins (*)
- Vince Locke (*)
- Walter Simonson (*)
- Will Eisner (*)[24]

### França
- Alejandro Jodorowsky (*)[25]
- Claude Moliterni (*)
- Georges Bess (*)
- Jean Claude Faur
- Jean-Claude Mézières (*)[26]
- Jean Giraud/Moebius (*)[27]
- Layla Gauraz
- Maurice Horn (*)
- Phillipe Francq (*)
- Rene Gosciny
- Robert Gigi

### Itàlia
- Giancarlo Berardi (*)
- Hugo Pratt,
- Ivo Milazzo (*)
- O. Cavandoli
- Rinaldo Traini

### Polònia
- Rosinsky (*)

### Portugal
- Luis Louro
- Vasco Granja

### Regne Unit
- Alan Grant,
- Dave Gibbons (*)
- Dave Taylor
- David Lloyd (*)
- Brian Bolland (*)
- Bryan Talbot (*)
- Neil Gaiman (*)
- Glenn Fabry (*)
- Jamie Delano (*)
- Posy Simmons (*)
- Steve Dillon (*)
- Sydney Jordan (*)

### Suïssa
- Georges Esataglu

### Iugoslàvia
- E. Rustimagic
- Igor Kordey (*)
- Americanos (*)
- Argentina (*)